# Didier Decoin
Didier Decoin (født 13. marts 1945 i Boulogne-Billancourt) er en fransk forfatter, der i 1977 fik Goncourtprisen for romanen John l'enfer.

## Titler oversat til dansk
- Kahytsjomfruen fra Titanic (1992)